# Суурорг, Арно
Арно Суурорг (настоящие имя и фамилия — Арнольд-Фридрих Юрьевич Гроссталь, эст. Arno Suurorg; 18 июля 1903, дер. Пийрсалу, Эстляндская губерния, Российская империя — 3 января 1960, Таллин, Эстонская ССР) — эстонский советский актёр театра, кино и радио, режиссёр, карьера которого длилась почти сорок лет. Заслуженный артист Эстонской ССР (1946).  Народный артист Эстонской ССР (1954).

## Биография
Родился в эстонской семье. Его мать была младшей сестрой писателя А. Х. Таммсааре. Окончил  Драматическую студию Театральной школы в 1926 г.
С 1922 до 1960 года Суурорг работал в Эстонском драматическом театре в Таллине. 
Играл в пьесах Лопе де Вега, Шекспира, Гоголя, Ибсена, Горького, Чапека и др.
Поставил ряд пьес в театре. Участвовал в ряде радиоспектаклей. 
Снимался в кино. Дебютировал на экране в 1951 г. Снялся в эстонской драме 1955 года «Яхты в море»; за ним в том же году последовал фильм «Счастье Андруса».
Член Союза актеров Эстонии (1934) и Театрального объединения Эстонской ССР (1945).

## Избранная фильмография
- 1951 – Свет в Коорди
- 1956 – На задворках – Тибилькин (дублировал Валентин Архипенко)
- 1959 – Подводные рифы – Линквист